# Basananthe holmesii
Basananthe holmesii är en passionsblomsväxtart som beskrevs av R. Fernandes och A. Fernandes. Basananthe holmesii ingår i släktet Basananthe och familjen passionsblomsväxter. Inga underarter finns listade i Catalogue of Life.